# Maria-Olimpia Glücksburg
Księżniczka Maria-Olimpia Glücksburg (ur. 25 lipca 1996 w Nowym Jorku) – amerykańska modelka, księżniczka Grecji i Danii. Jest najstarszym dzieckiem i jedyną córką Pawła II i Marii-Chantal Miller. Jest także wnuczką Konstantyna II Greckiego i Anny Marii Greckiej, którzy byli ostatnimi władcami Królestwa Hellenów.

## Wczesne życie
Urodziła się 25 lipca 1996 roku w Weill Cornell Medical Center w Nowym Jorku jako córka Pawła II i Marii-Chantal Miller. Została ochrzczona 22 grudnia 1996 roku w rycie greko-prawosławnym w katedrze św. Jerzego w Stambule przez patriarchę Bartłomieja I. Rodzicami chrzestnymi zostali: Aleksa Glücksburg, Pia Getty, Karol III i Michał Glücksburg.
Rodzina zamieszkała w Londynie i tam spędziła większość swojego dzieciństwa. Jest starszą siostrą Konstantyna Aleksego, Achillesa Andrzeja, Odyseusza Kimona i Arystydesa Stawrosa.
Na co dzień używa imienia Olimpia.
Po raz pierwszy została zaproszona na pokaz mody Valentino w wieku 10 lat. Pokaz obejrzała z rodzicami w Rzymie.
Studiowała historię sztuki, teatr, fotografię i projektowanie graficzne w szkole z internatem w Szwajcarii, mając nadzieję na karierę w sztuce lub modzie. W wieku 17 lat odbyła staż w dziale mody Diora.

## Życie prywatne
W 2016 studiowała fotografię w Parsons School of Design w Nowym Jorku. Pojawiały się plotki, że była związana z synem swojego ojca chrzestnego, księciem Sussexu Henrykiem, ale przedstawiciel brytyjskiej rodziny królewskiej temu zaprzeczył. W kwietniu 2016 roku razem ze swoimi kuzynkami Isabel Getty i Talitą von Fürstenberg pozowała dla Vanity Fair. Od 2021 jest w związku z Peregrine Pearsonem, synem Michaela Pearsona, 4. wicehrabiego Cowdray.
W wywiadzie dla Tatler wyjawiła, że ma dysleksję.
Jesienią 2015 roku rozpoczęła studia w Nowym Jorku. W 2019 roku ukończyła Gallatin School of Individualized Study in Fashion Business and Marketing na Uniwersytecie Nowojorskim.

## Kariera
Pozowała dla Teen Vogue, Town & Country, Tatler, Hello!, ¡Hola! i W. W 2017 roku przeszła wybieg dla Dolce & Gabbana. Pozowała także dla Michaela Korsa. W 2019 została twarzą wiosenno-letniej kolekcji Pretty Ballerinas.
Marka Saks Potts podczas Kopenhaskiego Tygodnia Mody w sierpniu 2018 roku pokazała kolekcję na wiosnę/lato 2019, która została nazwana od imienia księżniczki — OLYMPIA — która otworzyła pokaz.